# TBS金曜9時枠の連続ドラマ
TBS金曜9時枠の連続ドラマは、1961年10月から1982年5月、および1985年10月から2001年9月まで2期にわたってTBS系列で、毎週金曜21:00 - 21:54（1961年10月から1972年3月まで21:30 - 22:26、1972年4月から9月までは21:00 - 21:56、1972年10月から1982年5月までは21:00 - 21:55、いずれもJST) に放送されていたテレビドラマの枠である。通称「金9」。
また、スタート当初は、この放送枠の前後の枠もテレビドラマの枠（前の枠が近鉄金曜劇場、のちに3年B組金八先生をはじめとする桜中学シリーズなどがあった金曜8時枠、後の枠が金曜ドラマ）があったため、金曜日は3時間テレビドラマ（1時間枠×3本）を放映していた（なお、最盛期には火曜日から金曜日まで3時間テレビドラマ（1時間枠×3本）を放映していた）。その後8時枠はバラエティー枠、10時枠も報道枠に割り当てられたため、金ドラがこの9時枠のみだった時代もある。

## 概要
1961年10月に21:45の『スポーツニュース』が22:30に移動した事で誕生、1960年代前半の「ベン・ケーシー」、1960年代後半から1970年代前半にかけて宇津井健主演の「ザ・ガードマン」、「シークレット部隊」「燃える兄弟」と続き、1970年代に入ってからは宇津井健、山口百恵、三浦友和らが出演した「赤いシリーズ」を中心とした、大映テレビ制作のドラマがこの枠で放送されたり、田宮二郎主演の白いシリーズなどが放映されたのが第1期である。
1982年6月 - 9月には金曜ミステリー劇場が、10月 - 1985年9月には「欽ちゃんの週刊欽曜日」が放送されていた。そして、「週刊欽曜日」の打ち切り後にこの放送枠を再開したのが第2期である。
第2期の主な作品は「男女7人夏物語」、「男女7人秋物語」（いずれも明石家さんま主演）、「親子ジグザグ」、「とんぼ」（いずれも長渕剛主演）、「パパはニュースキャスター｣、「パパとなっちゃん」（いずれも田村正和主演）、「はいすくーる落書」（斉藤由貴主演）、「卒業」（中山美穂主演）、「ダブル・キッチン」（山口智子主演）、「人生は上々だ」（浜田雅功主演。木村拓哉副主演）、「ひとり暮らし」、「理想の結婚」（いずれも常盤貴子主演）、「若葉のころ」「青の時代」、「Summer Snow」（いずれも堂本剛主演）、「池袋ウエストゲートパーク」（長瀬智也主演）などである。
だが2000年10月以降、常時視聴率一桁を記録するようになり、2001年7月期放送の「ネバーランド」を最後にこの放送枠は撤退し、翌月に「中居正広の金曜日のスマイルたちへ」がスタートして、現在は再びバラエティ番組の枠となっている。なお現在この枠で放送されたドラマの作風としては金曜ドラマに事実上受け継がれている。
なお、第2期のスポンサーは基本的に90秒提供で4社 - 5社程度ついていたが、このうちの数社は現在の「金スマ」においても1社のみ60秒筆頭（一時期90秒だった時代あり）、ほかは30秒の協賛を引き続いて行っている。
第2期においては、1984年からTBSがプロ野球ナイター中継の最大30分延長を開始した事で、4月 - 9月のナイターシーズンの場合定刻どおりに始まらないことも多かった。

## 第1期作品リスト

### 1960年代
- 1961年10月 - 1962年4月：マンハッタン・スキャンダル ※海外作品
- 1962年5月 - 1964年9月：ベン・ケーシー ※同上
- 1964年10月 - 1965年4月：捜査検事
- 1965年4月 - 1971年12月：ザ・ガードマン

### 1970年代
- 1972年1月 - 3月：24時間の男 ※ここまでは21時30分～22時26分に放送
- 1972年4月 - 9月：シークレット部隊 ※ここから21時00分～21時56分
- 1972年10月 - 1973年3月：燃える兄弟 ※ここから21時00分～21時55分
- 1973年4月 - 9月：まごころ
- 1973年10月 - 1974年3月：顔で笑って
- 1974年4月 - 9月：白い滑走路
- 1974年10月 - 1975年3月：赤い迷路
- 1975年4月 - 9月：白い地平線
- 1975年10月 - 1976年4月：赤い疑惑
- 1976年4月 - 10月：赤い運命
- 1976年11月 - 1977年5月：赤い衝撃
- 1977年6月 - 11月：赤い激流
- 1977年12月 - 1978年6月：赤い絆
- 1978年6月 - 12月：赤い激突
- 1978年12月 - 1979年6月：薔薇海峡
- 1979年6月 - 10月：弁護士かあさん
- 1979年11月：天中殺の女たち
- 1979年11月 - 1980年3月：赤い嵐

### 1980年
- 4月 - 9月：赤い魂
- 9月 - 10月：四季・奈津子
- 11月：赤い死線
- 11月 - 1981年3月：青い絶唱

### 1981年
- 4月 - 11月：玉ねぎむいたら…
- 11月 - 1982年5月：ひまわりの歌

## 第2期作品リスト
これ以後は全て21時 - 21時54分。

### 1985年
- 10月 - 12月：子供が見てるでしょ! 主演：田村正和、ピーター

### 1986年
- 1月 - 3月：親にはナイショで…
- 4月 - 5月：大人になるまでガマンする
- 5月 - 7月：早春物語 原作：赤川次郎（KADOKAWA角川文庫刊）
- 7月 - 9月：男女7人夏物語 主演：明石家さんま
- 10月 - 12月：痛快!OL通り 主演：沢口靖子

### 1987年
- 1月 - 3月：パパはニュースキャスター 主演：田村正和
- 4月 - 8月：親子ジグザグ 主演：長渕剛、安田成美
- 8月 - 9月：スタンドバイミー 〜気まぐれ白書〜 主演：志穂美悦子
- 10月 - 12月：男女7人秋物語 主演：明石家さんま

### 1988年
- 1月 - 3月：痛快!ロックンロール通り 主演：沢口靖子、後藤久美子
- 4月 - 7月：パパは年中苦労する 主演：田村正和
- 7月 - 9月：若奥さまは腕まくり! 主演：中山美穂
- 10月 - 11月：とんぼ 主演：長渕剛
- 12月：スタンドバイミーII 〜気まぐれ天使〜 主演: 安田成美

### 1989年
- 1月 - 3月：はいすくーる落書 原作：多賀たかこ、主演：斉藤由貴
- 4月 - 6月：アイラブユーからはじめよう 主演：浅丘ルリ子
- 6月 - 9月：こちら芝浦探偵社 主演：沢口靖子
- 10月 - 12月：俺たちの時代 主演：田原俊彦

### 1990年
- 1月 - 3月：卒業 主演：中山美穂、仙道敦子、河合美智子、的場浩司、永瀬正敏、織田裕二
- 4月 - 7月：予備校ブギ 主演：緒形直人、織田裕二、的場浩司、深津絵里、田中美佐子
- 7月 - 9月：はいすくーる落書2 原作：多賀たかこ、主演：斉藤由貴
- 10月 - 12月：クリスマス・イブ 主演：仙道敦子、吉田栄作、清水美砂、松下由樹

### 1991年
- 1月 - 3月：ママって、きれい!? 主演：浅野温子
- 4月 - 6月：パパとなっちゃん 主演：田村正和、小泉今日子
- 6月 - 9月：先生のお気に入り 主演：陣内孝則
- 10月 - 12月：ADブギ 主演：加勢大周

### 1992年
- 1月 - 3月：東京エレベーターガール 主演：宮沢りえ
- 4月 - 6月：あの日の僕をさがして 主演：織田裕二
- 7月 - 9月：天使のように生きてみたい 主演：石黒賢、田中美奈子
- 10月 - 12月：ホームワーク 主演：唐沢寿明、福山雅治

### 1993年
- 1月 - 3月：愛するということ 主演：緒形直人、小泉今日子
- 4月 - 6月：ダブル・キッチン 主演：山口智子、高嶋政伸
- 7月 - 9月：イエローカード 主演：陣内孝則、菊池桃子
- 10月 - 12月：RUN 原作・主演：長渕剛

### 1994年
- 1月 - 3月：もしも願いが叶うなら 主演：中山美穂
- 4月 - 6月：アリよさらば 企画・原作：秋元康、音楽・主演：矢沢永吉
- 7月 - 9月：カミング・ホーム 原作：宮本輝（KADOKAWA角川文庫刊・『彗星物語』より）、主演：常盤貴子
- 10月 - 12月：夢見る頃を過ぎても 主演：葉月里緒菜、保阪尚輝

### 1995年
- 1月 - 3月：部屋（うち）においでよ 原作：原秀則（小学館ヤングサンデーコミックス刊）、主演：清水美砂、山口達也
- 4月 - 6月：セカンド・チャンス 主演：田中美佐子、赤井英和
- 7月 - 9月：新婚なり! 主演：三上博史、牧瀬里穂
- 10月 - 12月：人生は上々だ 主演：浜田雅功、木村拓哉

### 1996年
- 1月 - 3月：キャンパスノート 主演：内田有紀
- 4月 - 6月：若葉のころ 主演：堂本剛、堂本光一
- 7月 - 9月：ひと夏のプロポーズ 主演：坂井真紀、保阪尚輝
- 10月 - 12月：ひとり暮らし 主演：常盤貴子

### 1997年
- 1月 - 3月：理想の結婚 主演：常盤貴子、竹野内豊
- 4月 - 6月：いちばん大切なひと 主演：香取慎吾、観月ありさ
- 7月 - 9月：職員室 主演：浅野温子
- 10月 - 12月：恋のためらい 主演：竹中直人

### 1998年
- 1月 - 3月：略奪愛・アブない女 主演：赤井英和
- 4月 - 6月：先生知らないの? 主演：草彅剛
- 7月 - 9月：青の時代 主演：堂本剛
- 10月 - 12月：PU-PU-PU- 出演：森田剛、三宅健、岡田准一

### 1999年
- 1月 - 3月：天国に一番近い男（第1期）主演：松岡昌宏、陣内孝則
- 4月 - 6月：L×I×V×E 主演：今井絵理子、新垣仁絵
- 7月 - 9月：to Heart 〜恋して死にたい〜 主演：堂本剛、深田恭子
- 10月 - 12月：チープラブ 主演：反町隆史

### 2000年
- 1月 - 3月：恋の神様 主演：木村佳乃
- 4月 - 6月：池袋ウエストゲートパーク 原作：石田衣良（文藝春秋刊）、主演：長瀬智也
- 7月 - 9月：Summer Snow 主演：堂本剛、広末涼子
- 10月 - 12月：教習所物語 ※HD 主演：水前寺清子、武田鉄矢

### 2001年
- 1月 - 3月：ビッグウイング 原作：矢島正雄（原作）・引野真二（作画）（小学館ビッグコミックス刊）、主演：内田有紀
- 4月 - 6月：天国に一番近い男（第2期）※HD 主演：松岡昌宏、陣内孝則
- 7月 - 9月：ネバーランド ※HD 原作：恩田陸（集英社集英社文庫刊）、主演：今井翼

## 参考項目・金曜21時開始の30分ドラマ
1時間ドラマが21時30分 - 22時26分に編成された1961年10月から1972年3月までの間は、これらと並行して、21時 - 21時30分枠での30分ドラマが編成されていた。参考までに次の通り。
- 1961年10月 - 1962年3月：西部の男パラディン ※海外作品。15分繰上げ。
- 1962年4月 - 1963年6月28日：パパだまってて
- 1963年7月 - 1964年7月：コメディフランキーズ
- 1964年7月 - 10月：チャコちゃん社長

（ドラマ中断。この間は海外番組「パティ・デューク・ショー」、音楽番組「春の歌まつり」「チエミ大いに歌う」を放送）
- 1965年11月 - 1967年9月：サザエさん（江利チエミ主演実写版）※この後つなぎ番組「チエミとともに」を放送。
- 1967年11月 - 1968年4月：ちょっとまってパパ
- 1968年4月 - 10月：百年目の田舎っぺ
- 1968年10月 - 1969年1月：ぼん太のド・サイケ紳士録
- 1969年1月 - 3月：娘すし屋繁盛記 ※木曜21:30に移動。

（ドラマ中断。この間は映画番組「金曜ロードショー」を放送）
- 1969年10月 - 12月：ふうふう夫婦
- 1970年1月 - 3月：マイホーム'70

（ドラマ中断。この間は「金曜映画劇場」、音楽番組「シンフォニック歌謡曲」を放送）
- 1971年6月 - 9月：○○一泊旅行
- 1971年10月 - 1972年3月：あたし頑張ってます

名作「サザエさん」を始めとする江利チエミ主演作を始め、「チャコちゃんシリーズ」第2作「チャコちゃん社長」や、東京ぼん太主演作がこの時期放送されていた。

## ネット局
※系列はネット終了時点のもの。
| 放送対象地域           | 放送局             | 系列                          | ネット形態 | 備考 |
| ---------------------- | ------------------ | ----------------------------- | ---------- | --- |
| 関東広域圏             | 東京放送           | TBS系列                       | 同時ネット | 制作局、現在：TBS |
| 北海道                 | 北海道放送         | TBS系列                       | 同時ネット | |
| 青森県                 | 青森放送           | 日本テレビ系列                | 遅れネット | 1969年11月まで |
| 青森県                 | 青森テレビ         | TBS系列                       | 同時ネット | 1969年12月開局から 1975年3月30日まではNETとのクロスネット局 |
| 岩手県                 | IBC岩手放送        | TBS系列                       | 同時ネット | |
| 宮城県                 | 東北放送           | TBS系列                       | 同時ネット | |
| 秋田県                 | 秋田放送           | 日本テレビ系列                | 遅れネット | |
| 山形県                 | 山形放送           | 日本テレビ系列 テレビ朝日系列 | 遅れネット | 1989年9月まで 1980年3月までは日本テレビ系単独加盟局 |
| 山形県                 | テレビユー山形     | TBS系列                       | 同時ネット | 1989年10月開局から |
| 福島県                 | 福島テレビ         | TBS系列 フジテレビ系列        | 同時ネット | 第1期のみ |
| 福島県                 | テレビユー福島     | TBS系列                       | 同時ネット | 第2期のみ |
| 山梨県                 | 山梨放送           | 日本テレビ系列                | 遅れネット | 1970年3月まで |
| 山梨県                 | テレビ山梨         | TBS系列                       | 同時ネット | 1970年4月開局から |
| 長野県                 | 信越放送           | TBS系列                       | 同時ネット | |
| 新潟県                 | 新潟放送           | TBS系列                       | 同時ネット | |
| 静岡県                 | 静岡放送           | TBS系列                       | 同時ネット | |
| 中京広域圏             | 中部日本放送       | TBS系列                       | 同時ネット | 現在：CBC |
| 富山県                 | 北日本放送         | 日本テレビ系列                | 遅れネット | 1990年9月30日まで 1988年3月28日までは月曜 22:00 - 22:54の放送であったが、1988年4月3日から1990年9月23日までは日曜 22:30 - 23:25にて放送。 『はいすくーる落書2』はチューリップテレビ開局直前の1990年9月29日に土曜15:00 - 15:55にも放送して遅れを短縮した上で、 9月30日の日曜 23:00 - 23:55に同ドラマの最終回を本来の時間に放送して同枠のネットを終了した。 このため、結果的に北日本放送でネットされた最後のTBS系列のレギュラー番組となった（実際は23:55 - 24:00放送の毎日放送制作の『キリンのものしり館』が最後の番組であるが、そちらは本放送終了からかなり経ってからのネットであるため、実質的に再放送扱いとなっている）。 |
| 富山県                 | チューリップテレビ | TBS系列                       | 同時ネット | 開局後の1990年10月12日から |
| 石川県                 | 北陸放送           | TBS系列                       | 同時ネット | |
| 福井県                 | 福井放送           | 日本テレビ系列 テレビ朝日系列 | 遅れネット | 第1期と第2期の途中から 1989年3月までは日本テレビ系単独加盟局 |
| 福井県                 | 福井テレビ         | フジテレビ系列                | 遅れネット | 第2期の途中で打ち切り |
| 近畿広域圏             | 朝日放送           | TBS系列                       | 同時ネット | 現在：ABC TV、1975年3月まで |
| 近畿広域圏             | 毎日放送           | TBS系列                       | 同時ネット | 1975年4月から、腸捻転解消に伴う移行 |
| 岡山県 →岡山県・香川県 | 山陽放送           | TBS系列                       | 同時ネット | 現在：RSK山陽放送、1983年3月までの放送エリアは岡山県のみ 1983年4月より相互乗り入れに伴い香川県でも放送 |
| 鳥取県                 | 日本海テレビ       | 日本テレビ系列 テレビ朝日系列 | 遅れネット | 1972年9月21日までの放送エリアは鳥取県のみ 1972年9月22日の鳥取・島根の電波相互乗り入れまで |
| 島根県 →島根県・鳥取県 | 山陰放送           | TBS系列                       | 同時ネット | 1972年9月21日までの放送エリアは島根県のみ 1972年9月22日の鳥取・島根の電波相互乗り入れで山陰放送に一本化 |
| 広島県                 | 中国放送           | TBS系列                       | 同時ネット | |
| 山口県                 | 山口放送           | 日本テレビ系列                | 遅れネット | 1970年3月まで |
| 山口県                 | テレビ山口         | TBS系列                       | 同時ネット | 1970年4月開局から 1987年9月まではフジテレビ系列とのクロスネット局 |
| 徳島県                 | 四国放送           | 日本テレビ系列                | 遅れネット | |
| 愛媛県                 | 南海放送           | 日本テレビ系列                | 遅れネット | 1992年9月まで |
| 愛媛県                 | あいテレビ         | TBS系列                       | 同時ネット | 1992年10月開局から |
| 高知県                 | 高知放送           | 日本テレビ系列                | 遅れネット | 1970年3月まで |
| 高知県                 | テレビ高知         | TBS系列                       | 同時ネット | 1970年4月開局から |
| 福岡県                 | RKB毎日放送        | TBS系列                       | 同時ネット | |
| 長崎県                 | 長崎放送           | TBS系列                       | 同時ネット | |
| 熊本県                 | 熊本放送           | TBS系列                       | 同時ネット | |
| 大分県                 | 大分放送           | TBS系列                       | 同時ネット | |
| 宮崎県                 | 宮崎放送           | TBS系列                       | 同時ネット | |
| 鹿児島県               | 南日本放送         | TBS系列                       | 同時ネット | |
| 沖縄県                 | 琉球放送           | TBS系列                       | 同時ネット | |